# 科納斯 (密蘇里州)
科納斯（英語：Corners）是位於美國密蘇里州佩里縣的非建制地區。

## 歷史
科納斯的郵局於1907年設立，同年停運。

## 地理
科納斯所處的海拔為高於海平面245米（即804英呎），而該地所採用的時區為UTC-6，即北美中部時區（CST）。同時該地設有夏令時間，為UTC-6調快一小時，即UTC-5（CDT）。